# روزمری ماروال
روزمری ماروال (انگلیسی: Rosmeri Marval; ۱۸ دسامبر ۱۹۹۱) بازیگر اهل ونزوئلا بود. وی از سال ۲۰۰۷ میلادی تاکنون مشغول فعالیت بوده است.